# オスティナート
音楽において、オスティナート（伊: ostinato）とは、ある種の音楽的なパターンを続けて何度も繰り返す事をさす。ostinatoは、イタリア語で「がんこな、執拗な」という意味であり、英語のobstinateと語源を共にする。このため日本語では、執拗音型、執拗反復などと呼ぶ事がある。

## 類型
オスティナート (ostinato) と呼ばれる音楽技法では、少なくともある種のリズムパターンの反復が行われるが、最も典型的なオスティナート技法では、リズムのみでなく音程や和声も反復される場合が多い。特に低音およびその上の和声進行を特定のリズムパターンとともに反復するオスティナート技法を、オスティナート・ベース（バス） ostinato bass（英）、バッソ・オスティナート basso ostinato（伊）、執拗低音などと呼ぶ。
オスティナート・バスの例はバロック期の作品を中心に無数に見られる。リズムオスティナートの例としては、グスターヴ・ホルストの組曲「惑星」の第1曲「火星」をあげる事が出来る。また、ある種の和音の反復を持っているものの、オスティナート・バスとは異なり、これらの和音反復が和声的な機能を持たないものもあり、これらを和音オスティナート chodal ostinato と呼ぶ事もある。和音オスティナートの例として、アントニオ・ソレールのファンダンゴや、フレデリック・ショパンの子守歌などを挙げることができる。
バロック期などに見られる典型的なオスティナート・バスの技法では同じ低音主題が徹頭徹尾繰り返し現れるのに対して、ある種の音楽的パターンを断続的に反復する場合もオスティナートと呼ばれる事があり、このような観点に立つときは、「オスティナート技法」の指す範囲は極めて広いといえる。

## 歴史
このような音楽的パターンを指して、オスティナート ostinato の語を用いた最初の知られている例は、アンジェロ・ベルナルディ Angelo Bernardi の1687年の著作 Documenti armonici に現れる contrapunto ostinato という表現であるとされる。同じような音楽的パターンをジョゼッフォ・ツァルリーノは pertinacie と呼んでいる。
オスティナート技法の黄金時代はバロック期に訪れる。ルネサンス後期には、チャッコーナ、パッサカリア、フォリア、ルッジエロ、パッサメッツォ、ベルガマスカなどのように決まったオスティナート・バスに基づいて作曲や即興を行う事が爆発的に流行し、この流行はバロック期全体に渡って継続し、声楽曲、器楽曲、独奏曲などほとんど全てのジャンルに及んだ。これらのオスティナート・バスの多くはスペイン・イタリア・南米の舞曲を起源として持っている。同時代のイギリスでは、鍵盤楽器やリュートのための作品を中心に執拗低音を用いた曲が作られたが、これらはグラウンド groundと呼ばれ、その低音主題をグラウンド・バス ground bassとも呼ぶ。ルネサンス後期からバロック期のこれらのオスティナート・バスに基づく曲の流行は、変奏曲やパルティータといった形式の発展をもたらした。
バロック中期から後期には、ルネサンスの舞曲起源の定型的なものとは異なるオスティナート・バスが用いられるようになり、多種多様な低音パターンが考えられた。例えば、フランチェスコ・カヴァッリのオペラ「エリスメーナ L'erismena」に見られるような4度にわたるバスの半音階的下降進行は、嘆きや悲しみを表す場面でしばしば修辞的に用いられた（ラメント・バス Lamento bassなどと呼ばれる事もある）。また中期バロック以降では、オスティナート・バスを用いた器楽・独奏作品を「パッサカリア」「チャッコーナ／シャコンヌ（仏）」と呼ぶようになった。この場合、「パッサカリア」や「シャコンヌ」は必ずしも特定の定型バスを指すものでなく、それらに形式上のはっきりとした区別は見られない。
古典期やロマン派の時代には、オスティナート技法の使用例はずっと少なくなる。ベートーヴェンの交響曲第5番や第7番はその例外といえる。近代になると、オスティナート技法はしばしば用いられるようになる。モーリス・ラヴェルの「ボレロ」やそのパロディーであるドミートリイ・ショスタコーヴィチの「交響曲第7番」第1楽章の第2主題などは典型的である。
近現代の音楽では断続的なオスティナートも多く使われた。例えば、イーゴリ・ストラヴィンスキーの「春の祭典」には部分的なオスティナートが繰り返し用いられた他、バルトーク・ベーラの「ミクロコスモス第6巻」より第7曲(ミクロコスモス全体では第146曲)「オスティナート」、アンドレ・ジョリヴェの「5つの儀礼的舞踏」冒頭、オリヴィエ・メシアンの「神の顕現の3つの小典礼」第3曲、また伊福部昭の諸作品（映画音楽「ゴジラのテーマ」がその代表例）など枚挙にいとまが無い。また、20世紀後半のミニマル・ミュージックも極端なオスティナートの一典型である。
オスティナート技法は、民族音楽やジャズ、ポピュラー音楽などにも幅広く現れている。ジャズにおけるブギウギやヴァンプ等は非常に典型的である。

## 繰り返し
繰り返しまたは英語で「refrain」、「riff」と示される部分は、繰り返し演奏または歌われて、その曲の感情を表現している。日本民謡でも、鳥取県の民謡『貝殻節』で「カワイヤノー カワイヤノ」、「ヤサホーエヤ ホーエヤエー、ヨイヤサノ サッサ、ヤンサノエー ヨイヤサノ サッサ」がそれに相当する。

## ヴァンプ
ヴァンプ（英語: Vamp）またはバンプとはブルース、ジャズ、ゴスペル、ソウルミュージック、ミュージカルなどの音楽で、繰り返し演奏または歌われる部分をいう。これはロック、ファンク、レゲエ、リズム・アンド・ブルース、ポップ・ミュージック、カントリー・ミュージック、1960年代後のジャズでも使われる用語である。